# Darymna simplicipes
Darymna simplicipes là một loài tò vò trong họ Ichneumonidae.